# Incursioni mongole in Palestina
Le incursioni mongole in Palestina ebbero luogo verso la fine delle crociate, successivamente ai temporanei successi delle invasioni mongole della Siria, nel 1260 e nel 1300. Dopo ciascuna invasione, per alcuni mesi i Mongoli dell'Ilkhanato furono in grado di lanciare alcuni attacchi a meridione, verso la Palestina, giungendo fino a Gaza. Gli attacchi furono portati da componenti abbastanza piccole dell'esercito mongolo, che si impegnarono nel saccheggio, nelle uccisioni e nella distruzione; i Mongoli non sembrarono, ad ogni modo, avere intenzione di integrare la Palestina nel sistema amministrativo mongolo, e pochi mesi dopo le invasioni siriane, le forze mamelucche tornarono dall'Egitto e rioccuparono l'area incontrando una debole resistenza.

## Incursioni mongole del 1260

### Avanzata mongola

L'offensiva mongola nel Levante del 1260. I primi attacchi vittoriosi su Aleppo e Damasco portarono ad attacchi su obiettivi secondari come Baalbek, al-Subayba e Ajlun, come pure incursioni contro altre città palestinesi, forse anche Gerusalemme; alcuni piccoli gruppi di predoni raggiunsero Gaza a sud.

Nel 1258 i Mongoli comandati da Hulagu, nel processo di espansione dell'Impero mongolo, riuscirono a conquistare il centro di potere del mondo islamico, la città di Baghdad, distruggendo la dinastia abbaside; dopo Bagdad, le forze mongole, assieme ad alcuni cristiani dalle terre già conquistate in Georgia, Cilicia e Antiochia, si mossero alla conquista della Siria, dominio della dinastia ayyubide: dopo aver preso Aleppo, il 1º marzo 1260 conquistarono Damasco, ponendo fine al dominio ayyubide.
Con i centri di potere islamici di Bagdad e Damasco caduti, fu Il Cairo, sotto i Mamelucchi, a diventare il fulcro del potere islamico; i Mongoli avrebbero probabilmente continuato la loro avanzata attraverso la Palestina in Egitto, ma dovettero interrompere la loro invasione a causa del conflitto interno in Turkestan. Hulagu partì con il grosso delle sue forze, lasciando solo 10.000 cavalieri mongoli in Siria, sotto il comando del suo generale nestoriano Kitbuqa, col compito di occupare il territorio conquistato.
Kitbuqa continuò l'offensiva, prendendo le città di Baalbek, al-Subayba, e Ajlun e inviando dei gruppi di incursori mongoli ancor più all'interno della Palestina e forse anche a Gerusalemme. Una guarnigione mongola forte di 1000 uomini fu insediata a Gaza e un'altra a Nablus. Hulagu inviò un messaggio a re Luigi IX di Francia dicendo di aver restituito Gerusalemme ai cristiani; gli storici moderni ritengono che Gerusalemme non fu mai conquistata dai Mongoli, sebbene possa essere stata da questi attaccata.

### Battaglia di Ayn Jalut e saccheggio di Sidone
Dopo essersi ritirati dalla Siria al Cairo, i Mamelucchi egiziani negoziarono con i Franchi del Regno di Gerusalemme ad Acri, i quali adottarono una posizione di neutralità passiva tra questi e i Mongoli, sebbene i Mamelucchi fossero nemici tradizionali dei crociati: sembra che i Franchi abbiano considerato i Mongoli un pericolo maggiore dei propri nemici musulmani.
Grazie a questo accordo, le truppe mamelucche poterono attraversare indisturbate il territorio crociato e, concentratesi in un esercito considerevole, affrontare i resti dell'esercito mongolo nel settembre 1260 nella battaglia di Ayn Jalut, in Galilea. La vittoria mamelucca ad Ain Jalut fu importante per la storia della regione e, al contempo, segnò l'acme dell'avanzata mongola, che qui subì la prima grande sconfitta: dopo questa battaglia i Mongoli tentarono altre invasioni della Siria, ma non furono vittoriosi sino al 1300, quando tennero ancora una volta solo per pochi mesi quel territorio.
Il crociato Giuliano de Grenier, Signore di Sidone e Beaufort, descritto dai suoi contemporanei come irresponsabile, colse l'opportunità nel 1260 di attaccare e saccheggiare l'area di Bekaa, appena conquistata dai Mongoli. Il generale mongolo Kitbuqa inviò il proprio nipote con una piccola forza per ottenere compensazione, ma Giuliano colse i Mongoli in un'imboscata e li uccise; Kitbuqa allora saccheggiò la città di Sidone, distruggendone le mura e massacrando i cristiani, sebbene fosse detto che il castello non fu catturato.

## Incursioni mongole nel 1271
Nel 1269, il principe inglese Edoardo (il futuro Edoardo I), ispirato dai racconti di suo prozio Riccardo Cuor di Leone e dalla seconda crociata del re francese Luigi, organizzò una propria crociata, la Nona. Il numero di cavalieri e accompagnatori al seguito di Edoardo nella crociata era alquanto piccolo, circa 230 cavalieri e altri 1000 al seguito, trasportati da 13 navi. Molti membri della spedizione erano parenti di Edoardo, compresi sua moglie Eleonora di Castiglia, suo fratello Edmondo, suo cugino Enrico di Almain.
Al suo arrivo ad Acri, il 9 maggio 1271, Edoardo inviò immediatamente un'ambasciata al sovrano mongolo Abaqa: il suo intento era quello di ottenere l'aiuto mongolo per attaccare il sovrano musulmano Baibars. Abaqa rispose positivamente alla richiesta di Edoardo con una lettera datata 4 settembre 1271
A metà ottobre 1271, le truppe mongole richieste da Edoardo giunsero in Siria e devastarono il territorio da Aleppo in giù. Abaqa, occupato da altri conflitti in Turkestan, poté inviare solo 10000 cavalieri mongoli al comando del generale Samagar dall'esercito di occupazione dell'Anatolia selgiuchide, oltre a truppe ausiliarie selgiuchidi, ma ciò causò un esodo di popolazioni musulmane fino al Cairo. I Mongoli sconfissero le truppe turcomanne che proteggevano Aleppo, mettendo in fuga la guarnigione mamelucca di quella città, e proseguirono la loro avanzata su Maarat an-Numan e Apamea.
Quando Baibars organizzò una controffensiva dall'Egitto, il 12 novembre, i Mongoli si erano già ritirati oltre l'Eufrate, incapaci di fronteggiare l'intero esercito mamelucco.

## Campagne mongole del 1299–1300

Incursioni mongole nel Levante, 1299-1300

Nell'estate 1299, i Mongoli agli ordini di Ghazan conquistarono Aleppo e sconfissero i Mamelucchi nella battaglia di Wadi al-Khazandar il 23 o 24 dicembre di quell'anno. Un gruppo di Mongoli agli ordini del generale Mulay si separò dall'esercito di Ghazan e inseguì i Mamelucchi in ritirata fino a Gaza costringendoli a riparare in Egitto. Il grosso delle forze di Ghazan si mosse allora su Damasco, che capitolò tra il 30 dicembre 1299 e il 6 gennaio 1300, sebbene la cittadella resistesse. A febbraio Ghazan ritirò la maggior parte delle sue forze, probabilmente per procurarsi cibo per i propri cavalli, ma promise di tornare in novembre per attaccare l'Egitto.
Pertanto, per un periodo di circa quattro mesi da febbraio a maggio 1300, il mongolo Il-Khan fu il sovrano de facto della Terra Santa. Una forza più piccola di circa 10000 cavalieri al comando di Mulay fu impegnata in alcune scorreria fino a Gaza a sud, tornando poi a Damasco intorno a marzo 1300 e seguendo alcuni giorni dopo Ghazan attraverso l'Eufrate.
Nel maggio del 1300 i Mamelucchi egiziani tornarono a reclamare l'intera area senza neppure dare battaglia.

### Nel 1300 i Mongoli conquistarono Gerusalemme?
Le fonti medioevali non sono concordi sull'estensione delle incursioni mongole del 1299-1300 e gli storici moderni hanno opinioni differenti sull'affidabilità delle fonti; in particolare dibattono sul fato di Gerusalemme, che secondo alcuni storici fu saccheggiata dai Mongoli e secondo altri non fu né conquistata né assediata.
Lo studio più citato su questo argomento è l'articolo di Sylvia Schein «Gesta Dei per Mongolos» (1979), in cui giungeva alla conclusione che «la presunta conquista della Terra Santa non accadde mai». Ma nel suo libro del 1991, Schein scrisse in una nota a piè pagina che la conquista di mongola di Gerusalemme era confermata dalla testimonianza della rimozione, da parte dei Mongoli, della Porta d'oro del Tempio di Gerusalemme e del suo trasferimento a Damasco; la testimonianza citata era quella del sacerdote del XIV secolo Niccolò da Poggibonsi, che fornì una descrizione architettonica dettagliata di Gerusalemme, menzionando l'operazione mongola sulla porta. Secondo un altro studioso, Denys Pringle, il racconto di Niccolò descrive i tentativi infruttuosi dei Mongoli di distruggere, demolire, ardere o rimuovere la porta, che fu poi murata dai Mamelucchi dopo la loro riconquista della città.
Nel suo libro del 2007 Les Templiers, Alain Demurger afferma che i Mongoli conquistarono Damasco e Gerusalemme, e che Mulay, il generale di Ghazan, fu effettivamente presente a Gerusalemme tra la fine del 1299 e l'inizio del 1300. Secondo Frederic Luisetto, le truppe mongole «penetrarono a Gerusalemme e a Hebron dove commisero molti massacri». In The Crusaders and the Crusader States, Andrew Jotischky usa l'articolo di Schein del 1979 e un suo successivo libro del 1991 per affermare che «dopo una breve e simbolica occupazione di Gerusalemme, Ghazan si ritirò in Persia».

## Impatto sulla cultura europea dell'epoca
Le avanzate mongole causarono la diffusione di voci in Europa, secondo le quali i Mongoli avevano probabilmente conquistato Gerusalemme per restituirla agli europei. Le voci iniziarono a girare nel marzo 1300, derivate probabilmente da racconti di mercanti veneziani appena giunti da Cipro. Il racconto era più o meno accurato riguardo ai successi mongoli in Siria, ma poi si spingeva a dire che i Mongoli avevano probabilmente preso la Terra Santa. Tali voci si gonfiarono passando di bocca in bocca tra le folle radunate a Roma per il primo giubileo cristiano: si giunse a dire che i Mongoli avevano preso l'Egitto, che il mongolo Ghazan aveva dato come regno al fratello prima di lanciarsi alla conquista della Barberia e di Tunisi; le voci aggiungevano che Ghazan aveva liberato dei cristiani prigionieri a Damasco e in Egitto, e che alcuni di tali prigionieri erano già giunti a Cipro.
Entro l'aprile 1300, papa Bonifacio VIII inviò una lettera annunciando "la grande e gioiosa notizia da celebrare con speciale letizia" che il mongolo Ghazan aveva conquistato la Terra Santa e si era offerto di cederla ai cristiani: a Roma, come parte delle celebrazioni giubilari del 1300, il Papa ordinò processioni per "celebrare la riconquista della Terra Santa" e incoraggiò tutti a partire per i territori appena conquistati, mentre re Edoardo I d'Inghilterra ricevette l'invito ad incoraggiare la partenza per visitare i luoghi santi tra i suoi sudditi. Papa Bonifacio fece riferimento alla riconquista della Terra Santa per mano mongola nella sua enciclica Ausculta fili.
Nell'estate dello stesso anno, papa Bonifacio ricevette una dozzina di ambasciatori di vari re e principi, tra cui l'ambasciatore dell'Ilkhanato, il fiorentino Guiscardo Bustari, accompagnato da 100 Mongoli; l'ambasciata, ampiamente citata dalle fonti contemporanee, partecipò alle cerimonie giubilari. La letizia durò ben poco, in quanto il Papa fu messo rapidamente a conoscenza dello stato delle cose in Siria, dalla quale Ghazan aveva ritirato il grosso delle sue truppe a febbraio e che i Mamelucchi avevano riconquistato a maggio. Ma le voci continuarono a girare almeno fino a settembre di quell'anno.

### Fonti primarie
- Templare di Tiro, Cronaca, 1300 circa.
- Aitone da Corico, Fiori delle storie dell'Oriente, 1307.
- Guglielmo di Tiro, Historia rerum in partibus transmarinis gestarum, 1300 circa.

### Fonti secondarie
- (EN)  Reuven Amitai-Preiss, Mongol Raids into Palestine (AD 1260 and 1300), JRAS, 1987. Pagg. 236–255.
- (EN) Reuven Amitai-Preiss, Mongols and Mamluks: The Mamluk-Ilkhanid War, 1260-1281, Cambridge, Cambridge University Press, 1995, ISBN 978-0-521-46226-6.
- (EN) Malcolm Barber, The Trial of the Templars, 2ª ed., Cambridge, Cambridge University Press, 2001, ISBN 978-0-521-67236-8.
- (EN) Articolo sulle relazioni franco-persiane, su encyclopediairanica.com, Encyclopedia Iranica. (archiviato dall'url originale il 4 aprile 2008).
- (FR) Alain Demurger, Jacques de Molay, Editions Payot & Rivages, 2007, ISBN 978-2-228-90235-9.
- (EN) Richard Foltz, Religions of the Silk Road : overland trade and cultural exchange from antiquity to the fifteenth century, New York, St. Martin's Griffin, 2000, ISBN 0-312-23338-8.
- (EN) Harry W. Hazard (a cura di), Volume III: The Fourteenth and Fifteenth Centuries (A History of the Crusades), Kenneth M. Setton (curatore generale), The University of Wisconsin Press, 1975, ISBN 0-299-06670-3.
- (EN) Peter Jackson, The Mongols and the West, 1221-1410, Longman, 2005, ISBN 0-582-36896-0.
- (FR) Claude Lebédel, Les Croisades, origines et conséquences, Editions Ouest-France, 2006, ISBN 2-7373-4136-1.
- Amin Maalouf, Le crociate viste dagli arabi, Società editrice internazionale, Torino 1989. ISBN 8805050504 (ed. orig.: Amin Maalouf, Les croisades vues par les arabes, Paris 1983. ISBN 978-2-290-11916-7).
- (EN) Sharan Newman, Real History Behind the Templars, Berkley Publishing Group, 2006, ISBN 978-0-425-21533-3.
- (EN) David Nicolle, The Crusades (Essential Histories), Osprey Publishing, 2001, ISBN 978-1-84176-179-4.
- (EN) John Roland Seymour Phillips, The Medieval Expansion of Europe, Oxford University Press, 1998, ISBN 0-19-820740-9.
- (EN) Michael Prawdin (pseudonimo di Michael Charol), Mongol Empire, Collier-Macmillan Canada, 1940/1961, ISBN 1-4128-0519-8.
- (EN) Joshua Prawer, The Crusaders' Kingdom: European Colonialism in the Middle Ages, Praeger, 1972, ISBN 978-0-297-99397-1.
- (EN) Jean Richard, Histoire des Croisades, Fayard, 1996, ISBN 2-213-59787-1.
- (EN) Jonathan Riley-Smith, The Crusades: A History, 2ª ed., Yale University Press, 1987, 2005, ISBN 978-0-300-10128-7.
- (EN) Steven Runciman, A history of the Crusades 3, Penguin Books, 1987  [1952-1954], ISBN 978-0-14-013705-7.
- (EN) J. J. Saunders, The History of the Mongol Conquests, University of Pennsylvania Press, 2001, ISBN 0-8122-1766-7.
- (EN)  Sylvia Schein, "Gesta Dei per Mongolos 1300. The Genesis of a Non-Event", The English Historical Review, 94 (n. 373), ottobre 1979. Pagg. 805–819. DOI: 10.1093/ehr/XCIV.CCCLXXIII.805
- (EN) Sylvia Schein, Fideles Crucis: The Papacy, the West, and the Recovery of the Holy Land, Clarendon, 1991, ISBN 0-19-822165-7.
- (EN) Sylvia Schein, Gateway to the Heavenly City: crusader Jerusalem and the catholic West, Ashgate Publishing, Ltd., 2005, ISBN 0-7546-0649-X.
- (EN)  Denis Sinor, "The Mongols in the West Archiviato il 1º settembre 2009 in Internet Archive.", Journal of Asian History, 33 (n. 1), 1999.
- (EN) Stephen Turnbull, The Mongols, Osprey Publishing Ltd., 2004, ISBN 978-0-85045-372-0.
- (EN) Jack Weatherford, Genghis Khan and the Making of the Modern World, Three Rivers Press, 2004, ISBN 0-609-80964-4.